# Djurgårdsstråket
Djurgårdsstråket är ett promenadstråk och en vandringsled i Stockholms kommun med en total längd på drygt 8 km. Stråket går från Blockhusudden längst ute på Djurgården via Waldemarsudde, Skansen, Djurgårdsstaden, Beckholmen, Galärvarvet, Nybroviken, Blasieholmen och Kungsträdgården  till Gamla stan. Stråket är en av 19 vandringsleder kallade Gångstråk Stockholm. Enklast tar man sig ut till Blockhusudden med SL-buss linje 69. Spårvagn linje 7 följer stråket mellan Waldemarsudde och Nybroviken. Stockholms stads motto för Djurgårdsstråket lyder: Museirunda på vackra Djurgården.

## Sträckning

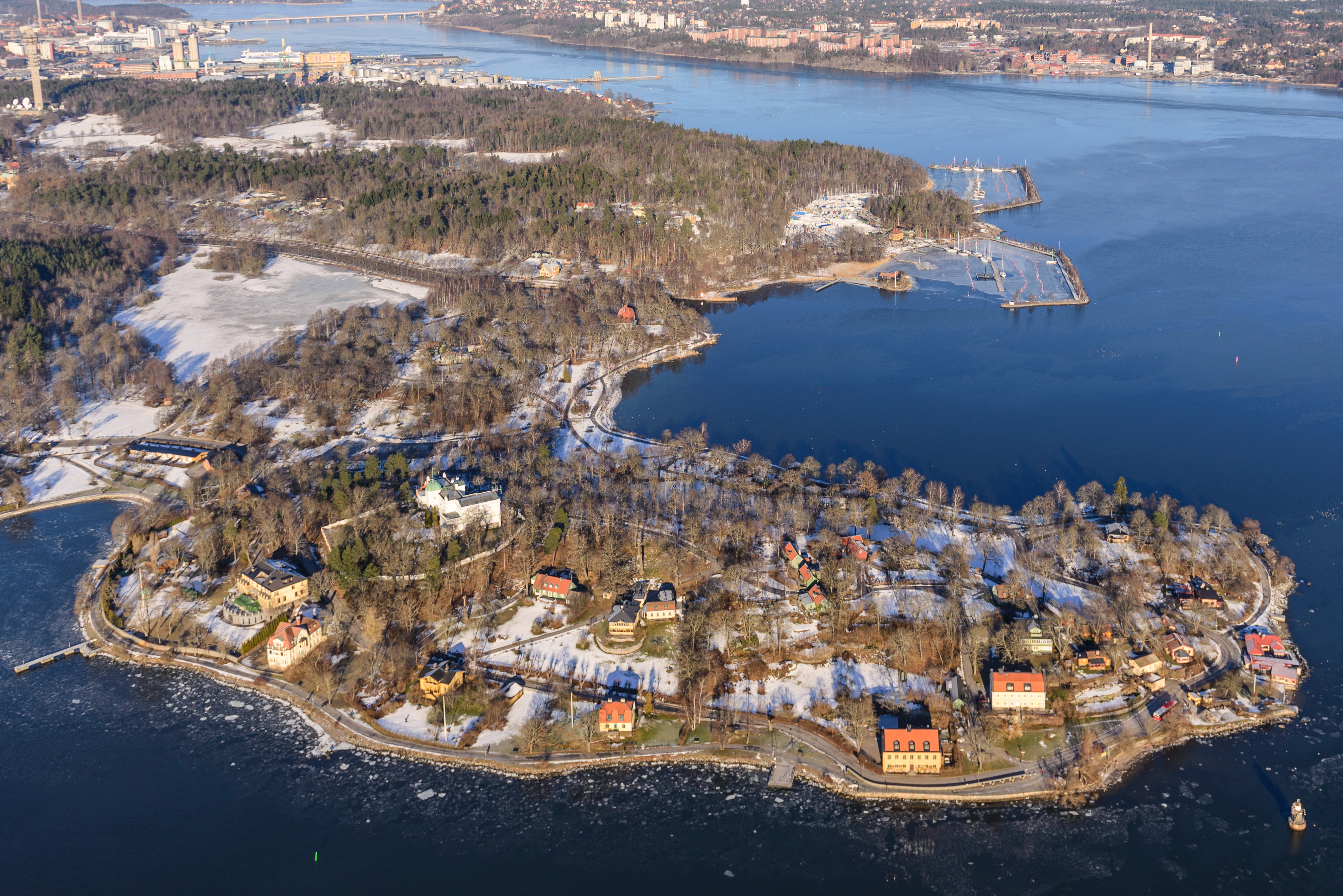
Start: Blockhusudden.

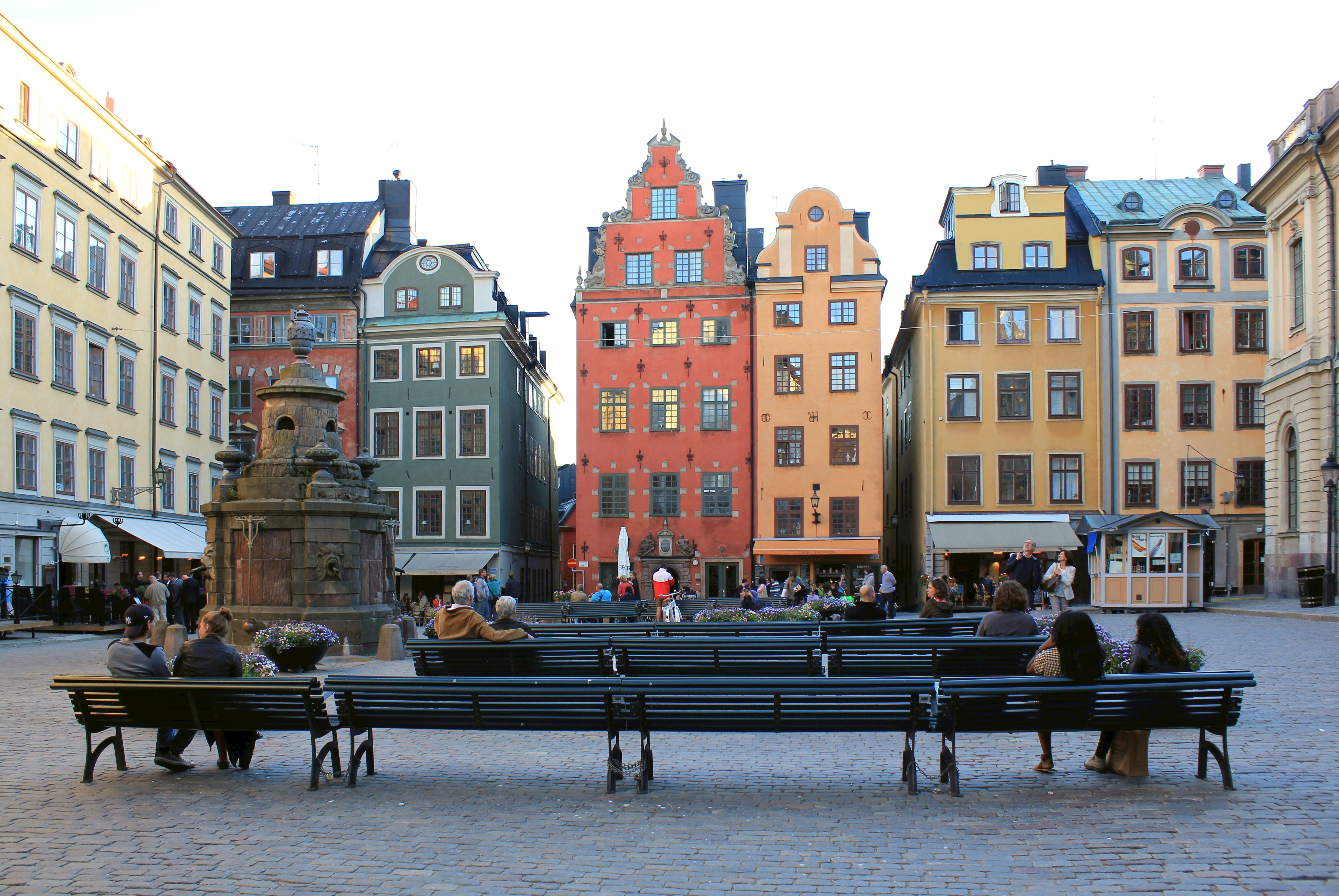
Mål: Stortorget i Gamla Stan.

Djurgårdsstråket börjar vid Blockhusudden och följer nästan obrutet södra stranden av Djurgården fram till Djurgårdsbron. Djurgårdens norra del begränsas av Djurgårdsbrunnsviken och Djurgårdsbrunnskanalen, en kanal mellan Lilla Värtan och Djurgårdsbrunnsviken. Området mellan södra och norra Djurgården består av bland annat ek-, hassel- och bokskogar, ängsmarker och öppna fält. Lite längre norrut, på andra sidan kanalen bortom Lilla Sjötullen ligger skogarna kring Stora Hundudden och Kaknäs. Ett stenkast ifrån Kaknäs hittar man Gärdet, det stora gräsbevuxna området nära Östermalm. Från Stora Hundudden har man fri sikt över Fjäderholmarna och Stockholms inlopp.
I Stockholms inlopp utanför Blockhusudden ligger Blockhusuddens fyr. Uppe på udden ligger Plommonbacken med flera gamla, små trähus och tidiga sommarnöjen. På andra sidan inloppet ligger Nacka Strand med Carl Milles Gud Fader på Himmelsbågen. Lite längre in i Svindersviken syns Svindersviksbron, som förbinder centrala Nacka med Kvarnholmen.
Stråket följer promenadstigen efter vattnet med Thielska galleriet på höger sida mot Täcka udden, en grosshandlarvilla från 1800-talet. Härifrån är det inte långt till Isbladskärret, ett fågelrikt våtmarksområde mellan södra och norra Djurgården. Från Täcka Udden till Waldemarsudde går vandringen förbi Biskopsudden där ärkebiskopen brukade bo under medeltiden. Här ligger också fyrskeppet Biskopsudden förtöjd. Flera stora villor bland annat Villa Alnäs, Listonhill och Villa Kvikkjokk ligger vid stranden med strandpromenaden som enda skiljelinje. Stråket passerar också  Waldemarsuddes oljekvarn, en väderkvarn för framställning av linolja. På andra sidan Saltsjön, längst ut på Kvarnholmen, ser man Kvarnen Tre Kronor och Finnboda Varv. Mittemot Waldemarsudde, lite längre in på Kvarnholmen, nära Danvikstull, ligger Danviks dårhus och Saltsjökvarn.
Prins Eugen lät vid början av förra sekelskiftet bygga ett privatpalats på Waldemarsudde, Slottet, ritat av arkitekt Ferdinand Boberg. Prinsen testamenterade hela egendomen med konstsamlingar till svenska staten vid sin död år 1947. Detta blev Prins Eugens Waldemarsudde som idag är ett välbesökt konstmuseum. Här finns en park med trädgård, skulpturer, blomsterterrasser och orangeri. Flera intressanta byggnader, förutom Slottet, ligger på udden, bland annat Galleriet, Gamla huset och Grindstugan. Nära Waldemarsudde och längst in i Ryssviken ligger Villa Vintra, Ferdinand och Anna Bobergs bostad i början av 1900-talet. Efter Ryssviken fortsätter vandringen mot Skansen längs med Djurgårdsvägen.
Strax före Skansen kan man följa en kort avstickare till Rosendals trädgård. Det är inte lång väg dit, avståndet är ungefär en halv kilometer. Rosendals trädgård har välskötta, sevärda odlingar och till och med en liten vinodling med flera vinstockar. Här ligger också Rosendals slott.
Bredvid Skansen i området kring Sollidsbacken och Singelbacken ligger flera villor ritade av arkitekterna Ferdinand Boberg och Ragnar Östberg, bland annat Villa Bergsgården, Villa Bergabo och Villa Ekarne.
Skansen grundades av Artur Hazelius i slutet av 1800-talet och är ett svenskt kulturarv bestående av ett friluftsmuseum och en djurpark. På Skansen har man satt upp gamla hus och gårdar som har flyttats från olika delar av Sverige. Tanken är att miljöerna kring husen ska spegla de landskap byggnaderna kommer från. Skansens stadskvarter är tänkt att efterlikna en medelstor stad i Sverige på 1800-talet. I de gamla kvartershusen visas hur historiska hantverk utövades en gång i tiden. Skansens djurpark har framförallt nordiska vilda djur och djurhållning med gamla svenska lantraser.
Efter Skansen korsar stråket Djurgårdsvägen. På andra sidan vägen mittemot Djurgårdsvarvet vid Beckholmssundet ligger ön Beckholmen. Här har sjöfartsnära verksamheter funnits sedan tidigt 1600-tal och fartygsreparationer bedrivs fortfarande (om än i mindre skala) i holmens tre torrdockor. Beckholmen är en del av Nationalstadsparken. Om  man från Beckholmen blickar ut över vattnet ser man på nära håll Kastellholmen och Skeppsholmen, lite längre bort ligger Gamla stan och Skeppsbron. Bredvid Skeppsbron ser man Slussen och Katarinahissen. Rakt söderut syns Stadsgården och Söders höjder med Fjällgatan uppe på höjden och berget Fåfängan nära Danviken.
Djurgårdsstråket fortsätter genom Djurgårdsstaden, en liten idyll huvudsakligen bestående av trähus från 1700-talet som kantas av hyreshus från 1900-talets första hälft. Vandringen går därefter via Lilla Allmänna Gränd under Spanska Trappan och förbi nöjesfältet Gröna Lund. Efter Gröna Lund ligger museerna på rad, bland annat Liljevalchs konsthall, Vasamuseet och Nordiska museet. Två kvarter från Djurgårdsbron på Narvavägen ligger Historiska Museet. I samma kvarter ligger Oxenstiernska malmgården, en av Stockholms kvarvarande och delvis bevarade malmgårdar.
Innan stråket når Djurgårdsbron kommer man förbi Galärvarvet, som ursprungligen var en uppläggningsplats för skärgårdsflottans galärer. Utanför Vasamuseet ligger fyrskeppet Finngrundet förtöjd tillsammans med isbrytaren S/S Sankt Erik.
Efter Djurgårdsbron går vandringen längs med den boulevardliknande Strandvägen med exklusiva stenhus från förra sekelskiftet mot Nybroviken och Dramaten, Sveriges nationalscen för dramatisk teater. I intilliggande kvarter finner man Armémuseet och H.M. Konungens hovstall. Vandringen fortsätter därefter mot Blasieholmen med Nationalmuseum längst ut på holmen. Via Skeppsholmsbron över Stockholms ström når man Skeppsholmen och Moderna museet.
Det sista, korta avsnittet av Djurgårdsstråket går från Blasieholmen via Kungsträdgården och Strömbron till Gamla stan och slutdestinationen Stortorget.

## Natur
På Djurgården finns de största och äldsta ekskogarna inom Nationalstadsparken. Några ekar har egna namn, som Kungseken och Prins Eugens ek. Den senare står på Waldemarsudde och är Djurgårdens största ek, omkretsen är över 9 meter, vissa källor säger att den kanske är tusen år gammal.
Landskapet på Djurgården är ett varierat och öppet kulturlandskap med ängar, hagar, fält och betesmarker, samt skogsdungar och mindre, men sammanhängande blandskogar. Djurgårdens bokskog planterades på 1820-talet och räknas till en av de nordligaste i Sverige.
Djurgården är också präglat av närheten till vattnet. Strandlinjen är varierad, från delvis karg och vindpinad på den östra delen vid Isbladsviken där havet och Östersjön öppnar sig, till mer lik en insjöstrand med vassruggar och ymnig växtlighet runt Djurgårdsbrunnsviken.
Floran är rik, på våren blommar stora mängder vitsippor i skogarna. Man kan också hitta sällsynta växter som tibast. På Beckholmen finns en intressant ruderatflora med bland annat ulltistel och backnejlika.
Bland fåglar räknas ett stort antal skogsduvor som häckar i de gamla, stora ekarna och almarna. I dessa skogar trivs och häckar även mindre hackspett. Djurgårdens skogar har talrika mängder av kattugglor.
Till fåglar som häckat och skådats i Isbladskärret hör bland annat smådopping, svarthakedopping, skäggdopping, bläsand, snatterand, kricka, skedand, brunand och rörhöna. Häger är tillsammans med vitkindad gås karaktärsfåglar. Hägern är så pass vanlig att det till och med har bildats en koloni nära kärret. Under sensommaren får Isbladskärret ofta besök av rastande vadare och snäppor, bland annat brushane och enkelbeckasin.
Skäggmesen är vanlig och syns i vassarna runt Isbladskärret. Blåhaken är ytterligare en flyttfågel som väljer att rasta i närheten av kärret.

## Bilder

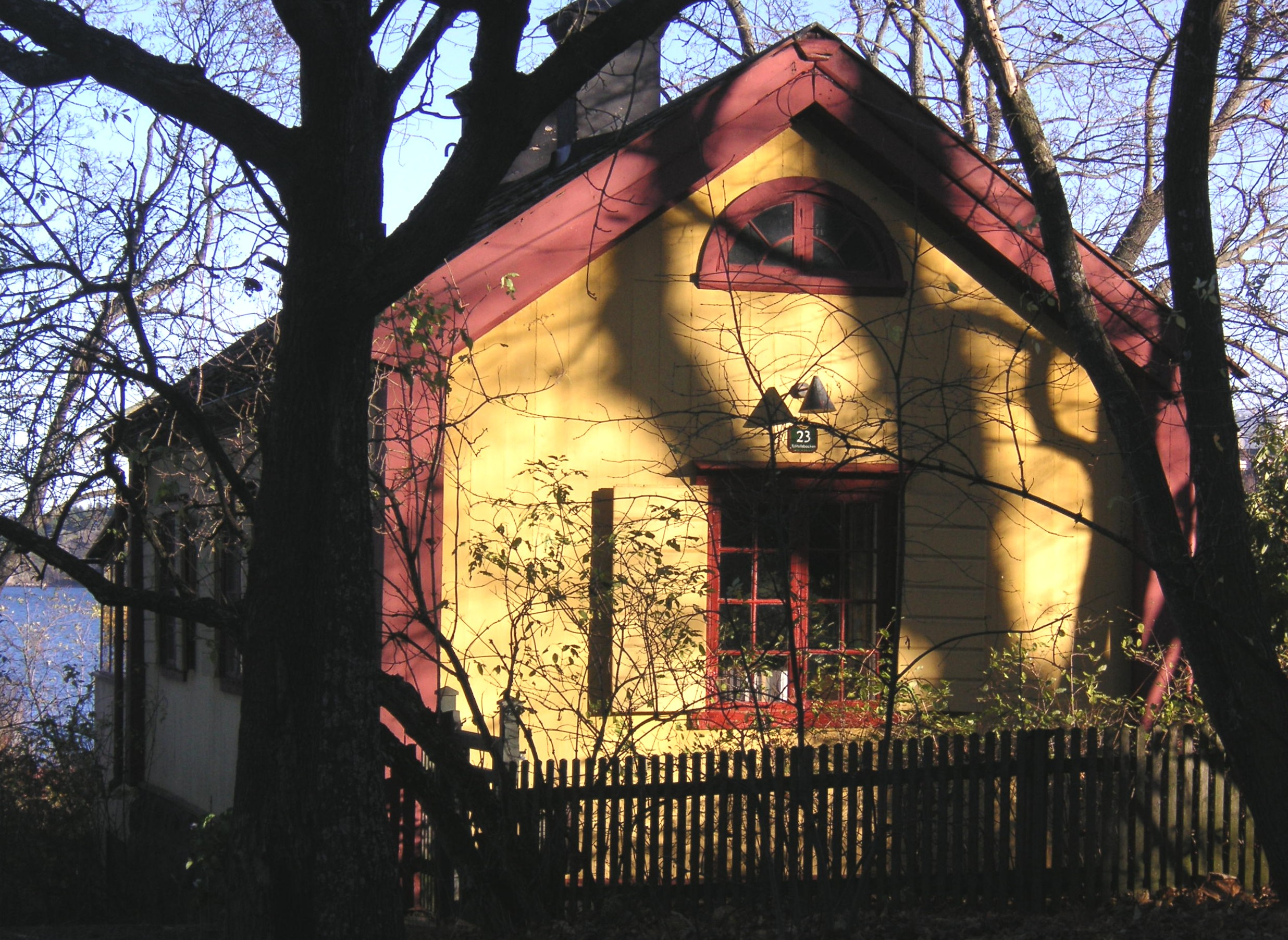
Ett av Plommonbackens gul-röda hus.
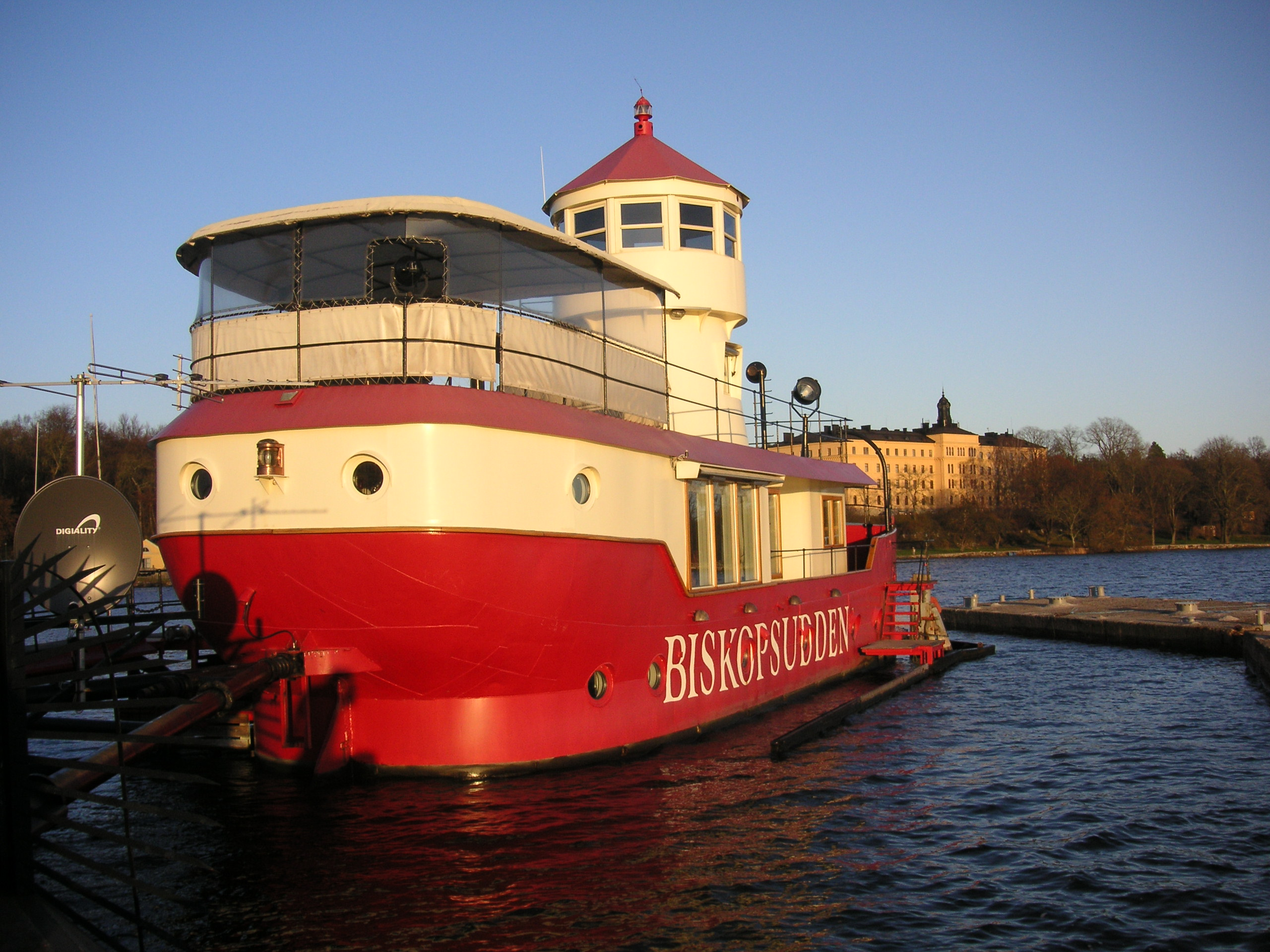
Fyrskeppet Biskopsudde.
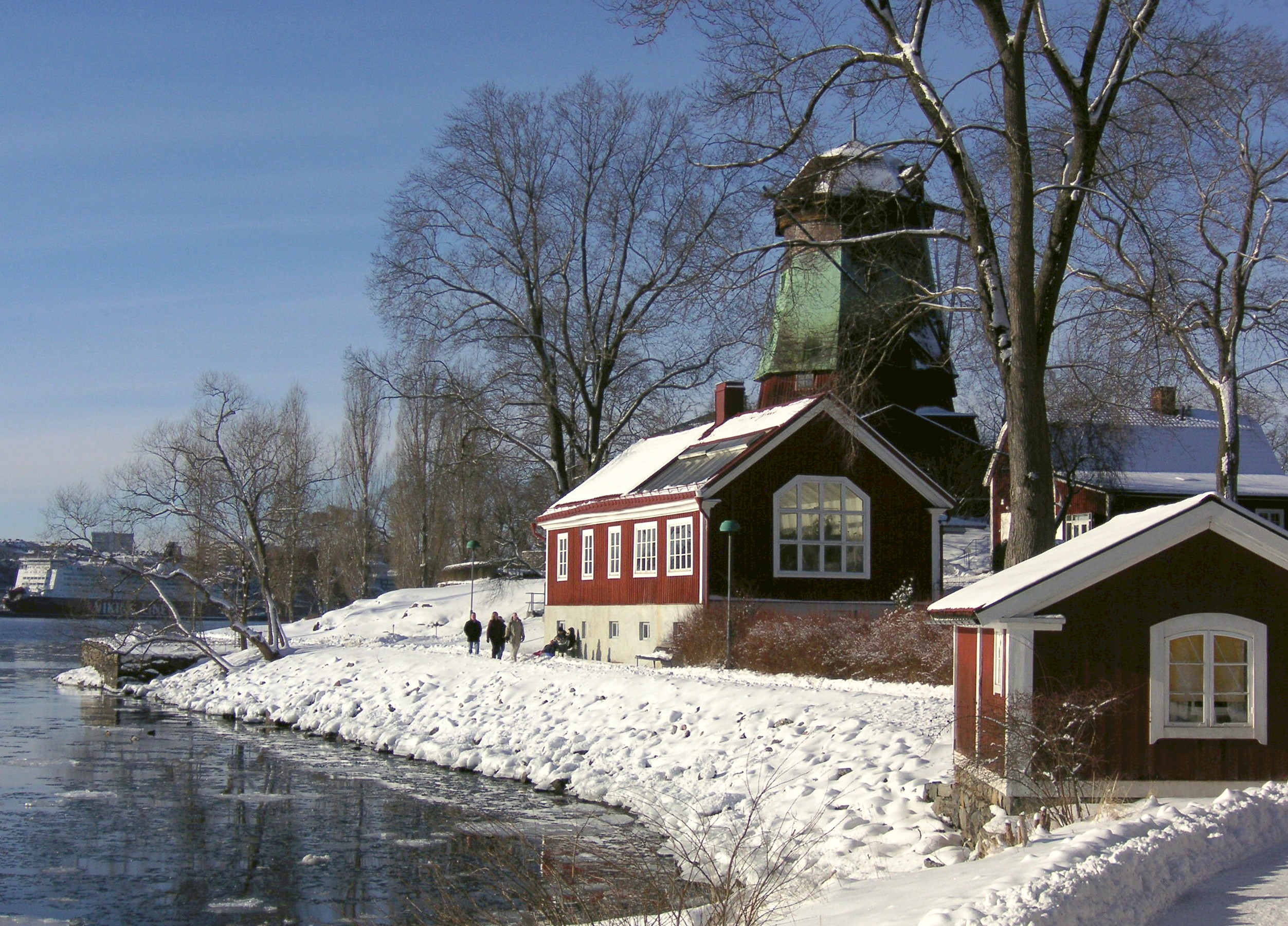
Orangeriet och oljekvarnen, Waldemarsudde.
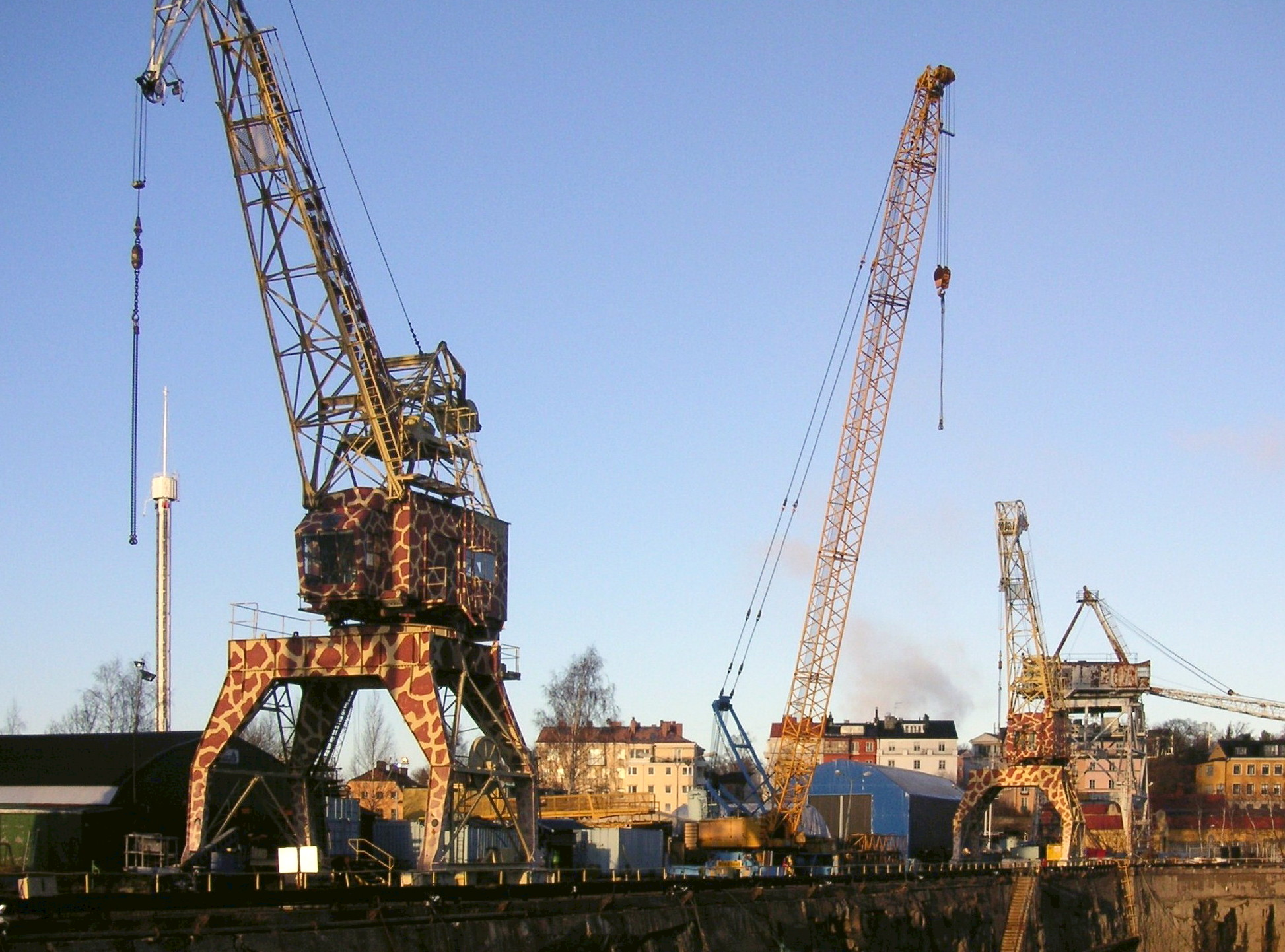
Beckholmen, giraffkvarnarna.
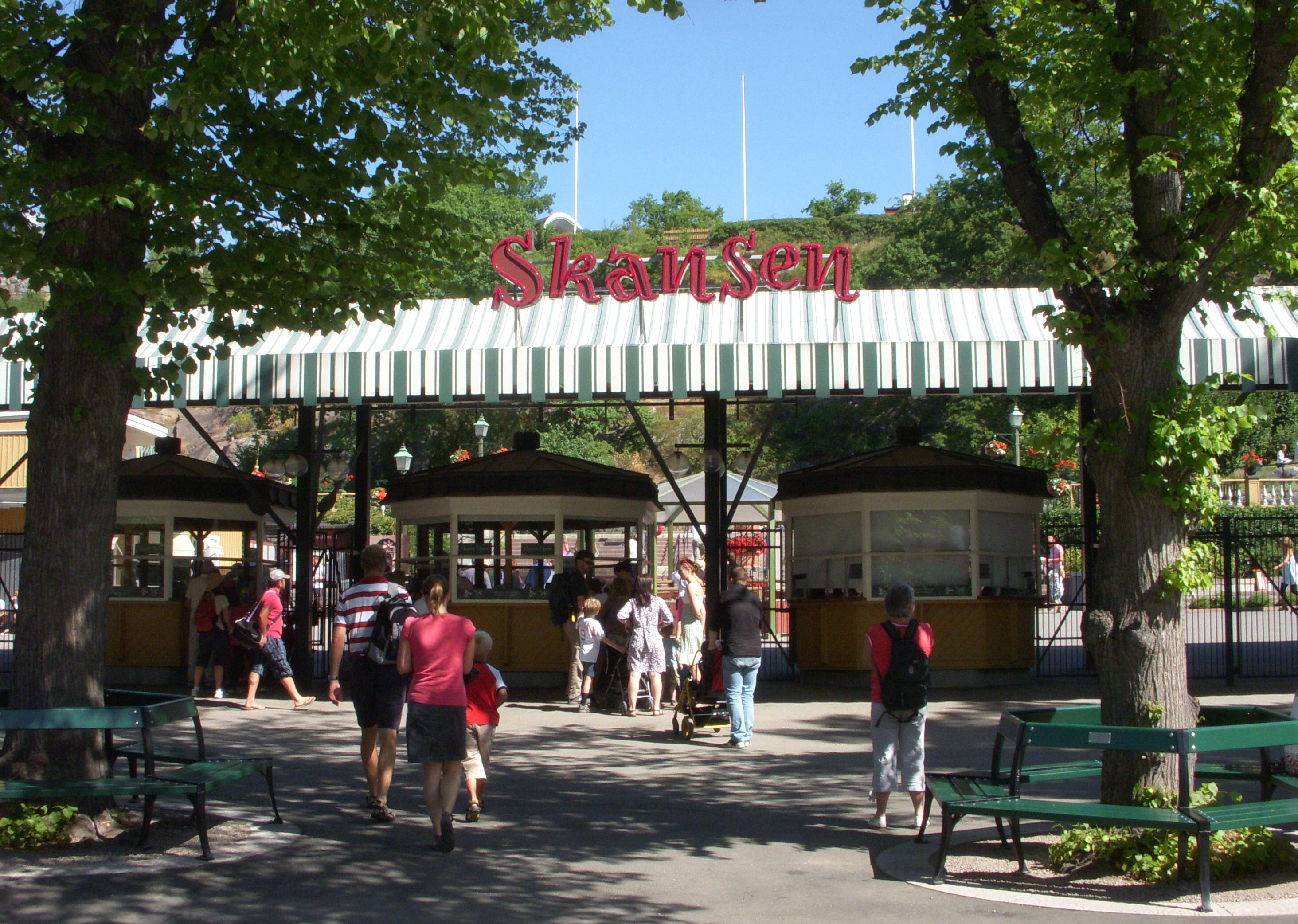
Skansens huvudentré .
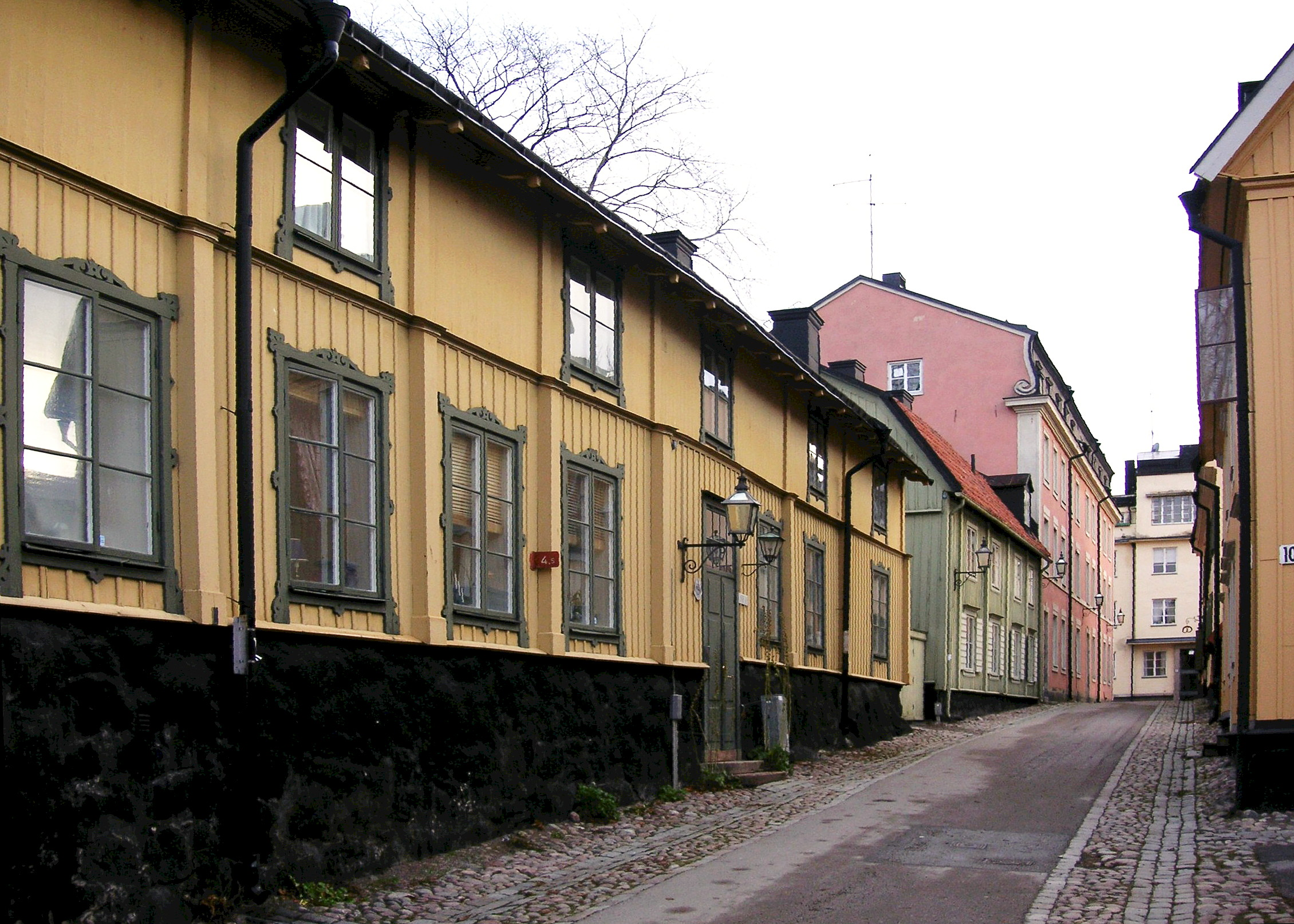
Djurgårdsstadens gamla hus.
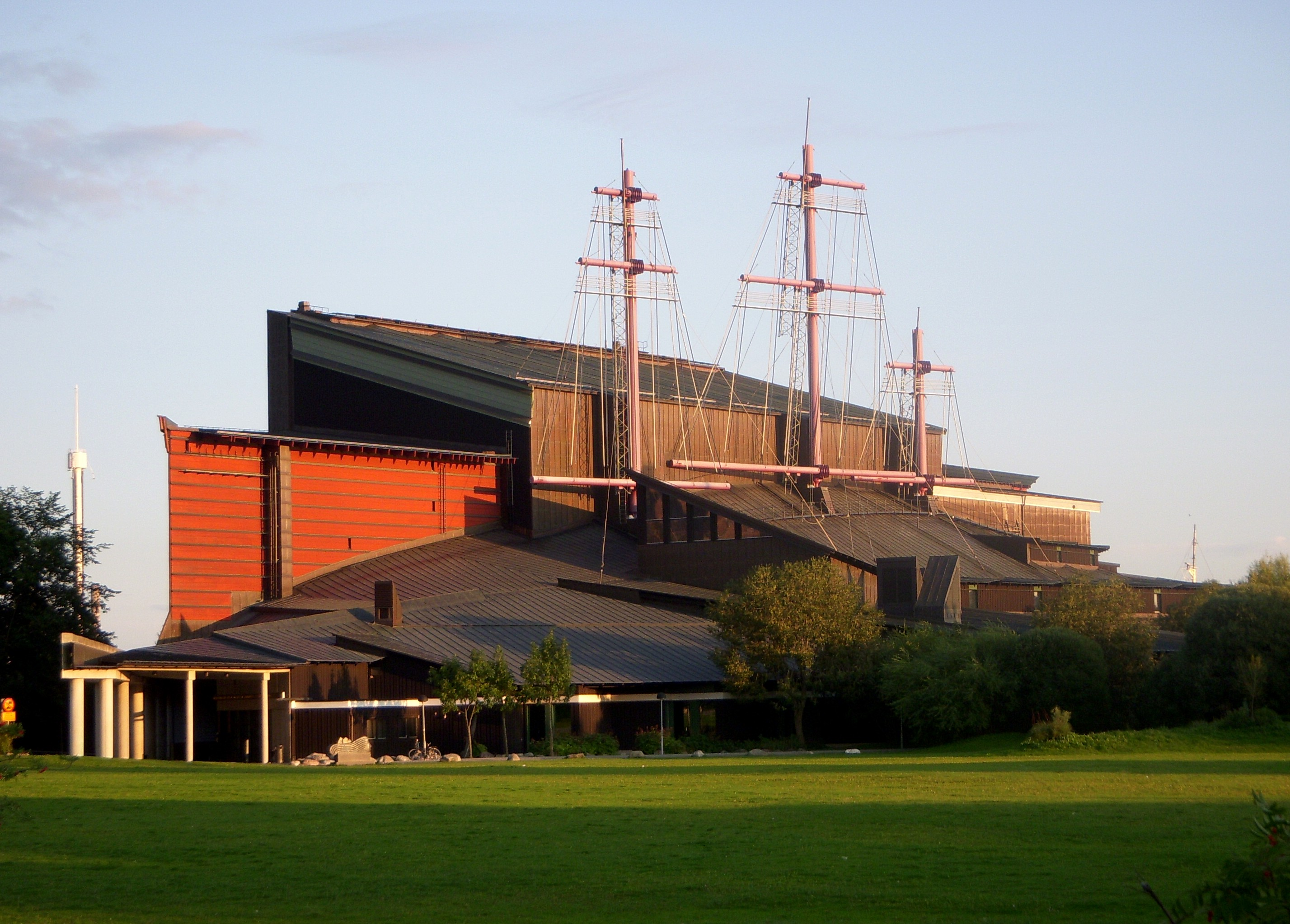
Vasamuseet vid Galärparken.